# Cairn de Barnenez
Cairn de Barnenez – neolityczne stanowisko megalityczne znajdujące się w pobliżu miejscowości Plouezoc’h w departamencie Finistère we francuskiej Bretanii. Od 18 stycznia 1956 roku posiada status monument historique, w kategorii classé (zabytek o znaczeniu krajowym).
Megalit ma postać olbrzymiego nasypu kamiennego (cairn) w kształcie trapezu, o wymiarach 110×18–27 m i wysokości 5 metrów. Przykrywa 11 dolmenów, do których prowadzą niewielkie korytarzyki o długości 5–12 m. Po raz pierwszy został przebadany w połowie lat 50. XX wieku przez ekipę archeologów pod kierownictwem P.R. Griota. Nasyp powstawał w dwóch fazach. W pierwszej, datowanej metodą radiowęglową na ok. 5750 BP, powstał kurhan z pięcioma dolmenami. W fazie drugiej nasyp powiększono i rozbudowano o 6 kolejnych dolmenów. Ściany dolmenów zostały ozdobione licznymi abstrakcyjnymi rytami w postaci linii i innych znaków graficznych. Kurhan był wtórnie użytkowany przez ludność kultur Chassey i pucharów dzwonowatych.